# كين جونز (لاعب كرة قدم أمريكية)
كين جونز (بالإنجليزية: Ken Jones)‏ هو لاعب كرة قدم أمريكية أمريكي، ولد في 1 ديسمبر 1952 في سانت لويس في الولايات المتحدة.

## وصلات خارجية
- كينيث جونز على موقع مرجع كرة القدم المحترفة.كوم (الإنجليزية)